# Apiašal
Apiašal (akadsko 𒀀𒉿𒀀𒊩, A-pi-a-ŠAL) je bil vladar Starega asirskega cesarstva, ki je po Seznamu asirskih kraljev vladal okoli 2205 pr. n. št. do okoli 2192 pr. n. št. Bil je sin kralja Ušpije.
Na Seznamu je uvrščen med  "sedemnajst kraljev, ki so prebivali v šotorih". Ta del Seznama je zelo podoben seznamu prednikov Prve babilonske dinastije. Seznam asirskih kraljev omenja, da je bil njegov predhodnik oče Ušpija (vladal okoli 2218 pr. n. št. – okoli 2205 pr. n. št.), naslednik pa  sin Hale (vladal okoli 2192 pr. n. št. – okoli 2179 pr. n. št.). 
Ušpija je na Seznamu uvrščen tudi v skupino desetih kraljev, "katerih očetje so znani". Zanimivo je, da so ti kralji zapisani v obratnem zaporedju: na prvem mestu je Aminu (vladal okoli 2088 pr. n. št. – okoli 2075 pr. n. št.), na zadnjem mestu pa Apiašal, ki je vladal prvi. Ti kralji se pogosto štejejo za prednike Amorita Šamši-Adada I. (vladal okoli 1754 pr. n. št. – okoli 1721 pr. n. št.), ki je podjarmil mestno državo Ašur. Znanstveniki so skladno s to domnevo sklepali, da je bila prvotna različica Seznama asirskih kraljev napisana (med drugim tudi) kot "poskus, da se upraviči zakonitost vladanja Šamši-Adada I. v mestni državi Ašur z vključitvijo njegovih prednikov v domače asirsko rodoslovje". Ta razlaga ni splošno sprejeta. Cambridgeska Zgodovina starega veka to razlago zavrača in ta del seznama tolmači kot seznam prednikov kralja Sulilija (vladal okoli 2075 pr. n. št. – okoli 2062 pr. n. št.).
O Apiašalovem vladanju je sicer zelo malo znanega.